# Monte Tresca
Il monte Tresca è una montagna dell'alto Appennino bolognese situata nel comune di Alto Reno Terme, presso l'ex confine fra i comuni di Porretta Terme e Granaglione, oggi confluiti in un unico comune. Essa è la più alta e nota cima di un importante crinale montuoso denominato Pian dello Stellaio che ha origine da monte Orsigna e si snoda verso nord comprendendo le seguenti vette, nell'ordine:
- La Piantata (1449 m);
- Monte Toccacielo (1442 m);
- Monte Pianaccetto (1440 m);
- Monte Cavallo (1471 m), la cima più nota del complesso dopo monte Tresca;
- Monte Tresca (1473 m).

Dalle pendici di monte Cavallo e di monte Tresca, nasce il rio Maggiore, un affluente del fiume Reno sempre molto ricco d'acque che attraversa l'abitato di Porretta Terme. Dal complesso del Pian dello Stellaio nasce pure un altro importante tributario del Reno, il torrente Randaragna, le cui sorgenti principali scendono da La Piantata, ma raccoglie anche i contributi del monte Toccacielo e del vicino monte Orsigna.
Il complesso di monte Tresca è ben visibile dalla valle del Reno, anche se talvolta le due cime più elevate vengono confuse tra di loro, nonché dall'abitato di Porretta Terme, sul quale queste montagne incombono.